# Lampis ze Sparty
Lampis ze Sparty (gr. Λάμπις) – starożytny grecki atleta. Pierwszy zwycięzca olimpijski w pięcioboju po wprowadzeniu tej dyscypliny do programu starożytnych igrzysk olimpijskich, co miało miejsce podczas 18 olimpiady (708 p.n.e.).